# 沃先齊
49°40′25″N 23°24′13″E / 49.67361°N 23.40361°E
沃先齊（烏克蘭語：Вощанці），是烏克蘭西部的村莊，隸屬利維夫州的桑比爾區。該村始建於1460年，面積6.53平方公里，海拔高度280米，2024年人口460，人口密度每平方公里89.74人。